# Provincia Biskra
Provincia Biskra (în arabă بسكرة) este o unitate administrativă de gradul I (wilaya) a Algeriei. Reședința sa este orașul Biskra.